# جزیره فیلندرز (استرالیای جنوبی)
جزیره فیلندرز (به انگلیسی: Flinders Island) یک جزیره در استرالیا است که در خلیج بزرگ استرالیا در استرالیای جنوبی واقع شده‌است.